# نموذج راش
نموذج راش المسمى باسم جورج راش، هو نموذج قياس نفسي لتحليل البيانات الفئوية، مثل إجابات أسئلة تقييم القراءة أو إجابات الاستبيانات، كدالة للمفاضلة بين قدرات المستجيب أو مواقفه أو سمات شخصيته وصعوبة الفقرة. على سبيل المثال، يمكن استخدامه لتقدير قدرة الطالب على القراءة أو مدى تطرف موقف الشخص تجاه عقوبة الإعدام من إجابات الاستبيان. بالإضافة إلى القياس النفسي والبحث التربوي، يُستخدم نموذج راش وامتداداته في مجالات أخرى، بما في ذلك المهن الصحية، والزراعة، وأبحاث السوق.
تُعد النظرية الرياضية التي تقوم عليها نماذج راش حالة خاصة من نظرية الاستجابة للفقرة. ومع ذلك، هناك اختلافات مهمة في تفسير معلمات النموذج وتداعياته الفلسفية التي تفصل مؤيدي نموذج راش عن تقليد نمذجة استجابة الفقرة. إن أحد الجوانب الأساسية لهذا الانقسام يتعلق بدور الموضوعية المحددة، وهي خاصية مميزة لنموذج راش وفقًا لجورج راش، كمتطلب للقياس الناجح.